# Saint-Ciers-sur-Gironde
Pour les articles homonymes, voir Saint-Ciers.
Saint-Ciers-sur-Gironde [sɛ̃ sje syʁ ʒiʁɔ̃d] est une commune du Sud-Ouest de la France, située dans le département de la Gironde en région Nouvelle-Aquitaine. Ses habitants sont les Saint-Cyriens.
Concentrant de nombreuses entreprises, riche d'un tissu commercial diversifié, en particulier en centre-ville, Saint-Ciers-sur-Gironde jouit également d'une position privilégiée, au cœur des marais du Vitrezais, du terroir viticole du Blayais — plus d'une dizaine d'exploitations sont implantées dans la commune — et à peu de distance des stations balnéaires de la Côte de Beauté, qui expliquent le développement croissant du secteur du tourisme dans cette partie de la Haute-Gironde. Sa qualité d'ancien chef-lieu de canton vaut par ailleurs à la ville d'être dotée d'infrastructures adaptées dans les domaines de l'éducation (écoles, collège), du sport, de la culture (médiathèque, musées) et de la santé.
Saint-Ciers-sur-Gironde appartient à la communauté de communes de l'Estuaire. D'un point de vue culturel, la ville est une des composantes du Pays Gabay, de langue et de traditions saintongeaises.

## Géographie

### Localisation et accès
Saint-Ciers-sur-Gironde est une commune de Gironde, située sur l'estuaire de la Gironde à environ 60 kilomètres au nord de Bordeaux. Accès par l'autoroute française A10 sortie 38. Appartenant au midi de la France — on parle plus précisément de « midi atlantique », au cœur de l'arc atlantique, elle est partie intégrante du Grand Sud-Ouest français.

### Communes limitrophes
Les communes de Saint-Yzans-de-Médoc, Saint-Seurin-de-Cadourne et Saint-Estèphe sont sur la rive gauche de l'estuaire de la Gironde.
| Saint-Sorlin-de-Conac (Charente-Maritime), Saint-Yzans-de-Médoc | Saint-Bonnet (Charente-Maritime) | Saint-Palais         |
| Saint-Seurin-de-Cadourne                                        | Saint-Ciers-sur-Gironde          | Val-de-Livenne       |
| Saint-Estèphe                                                   | Braud-et-Saint-Louis             | Saint-Aubin-de-Blaye |

### Climat
Pour des articles plus généraux, voir Climat de la Nouvelle-Aquitaine et Climat de la Gironde.
Historiquement, la commune est exposée à un climat océanique aquitain.  
En 2020, Météo-France publie une typologie des climats de la France métropolitaine dans laquelle la commune est exposée à un climat océanique et est dans une zone de transition entre les régions climatiques « Littoral charentais et aquitain » et « Aquitaine, Gascogne »0.
Pour la période 1971-2000, la température annuelle moyenne est de 13,5 °C, avec une amplitude thermique annuelle de 15 °C. Le cumul annuel moyen de précipitations est de 887 mm, avec 12,2 jours de précipitations en janvier et 6,1 jours en juillet. Pour la période 1991-2020, la température moyenne annuelle observée sur la station météorologique la plus proche, située sur la commune de Mirambeau à 10 km à vol d'oiseau, est de 13,7 °C et le cumul annuel moyen de précipitations est de 954,3 mm,. Pour l'avenir, les paramètres climatiques de la commune estimés pour 2050 selon différents scénarios d’émission de gaz à effet de serre sont consultables sur un site dédié publié par Météo-France en novembre 2022.

#### Données météorologiques à Bordeaux
| Mois                              | jan.  | fév.  | mars | avril | mai  | juin | jui. | août | sep. | oct. | nov.  | déc.  | année |
| --------------------------------- | ----- | ----- | ---- | ----- | ---- | ---- | ---- | ---- | ---- | ---- | ----- | ----- | ----- |
| Température minimale moyenne (°C) | 2,8   | 3,4   | 4,6  | 6,6   | 10,3 | 13   | 15,1 | 15,2 | 12,5 | 9,5  | 5,5   | 3,8   | 8,5   |
| Température moyenne (°C)          | 6,4   | 7,6   | 9,6  | 11,6  | 15,4 | 18,3 | 20,8 | 20,9 | 18,1 | 14,2 | 9,4   | 7,3   | 13,3  |
| Température maximale moyenne (°C) | 10    | 11,7  | 14,5 | 16,5  | 20,5 | 23,5 | 26,4 | 26,6 | 23,7 | 18,8 | 13,4  | 10,7  | 18,1  |
| Record de froid (°C)              | −16,4 | −15,2 | −9,9 | −5,3  | −1,8 | 2,5  | 4,8  | 1,5  | −1,8 | −5,3 | −12,3 | −13,4 | −16,4 |
| Record de chaleur (°C)            | 20,2  | 26,2  | 29,8 | 31,1  | 35,4 | 38,5 | 39,2 | 41,9 | 37,6 | 32,2 | 25,1  | 22,5  | 41,9  |
| Précipitations (mm)               | 92    | 82,6  | 70   | 80    | 83,9 | 63,8 | 54,5 | 59,5 | 90,3 | 94,1 | 106,9 | 106,7 | 984,1 |

## Urbanisme

### Typologie
Au 1er janvier 2024, Saint-Ciers-sur-Gironde est catégorisée bourg rural, selon la nouvelle grille communale de densité à sept niveaux définie par l'Insee en 2022.
Elle appartient à l'unité urbaine de Saint-Ciers-sur-Gironde, une unité urbaine monocommunale constituant une ville isolée,. La commune est en outre hors attraction des villes,.
La commune, bordée par l'estuaire de la Gironde, est également une commune littorale au sens de la loi du 3 janvier 1986, dite loi littoral. Des dispositions spécifiques d’urbanisme s’y appliquent dès lors afin de préserver les espaces naturels, les sites, les paysages et l’équilibre écologique du littoral, tel le principe d'inconstructibilité, en dehors des espaces urbanisés, sur la bande littorale des 100 mètres, ou plus si le plan local d’urbanisme le prévoit.

### Occupation des sols

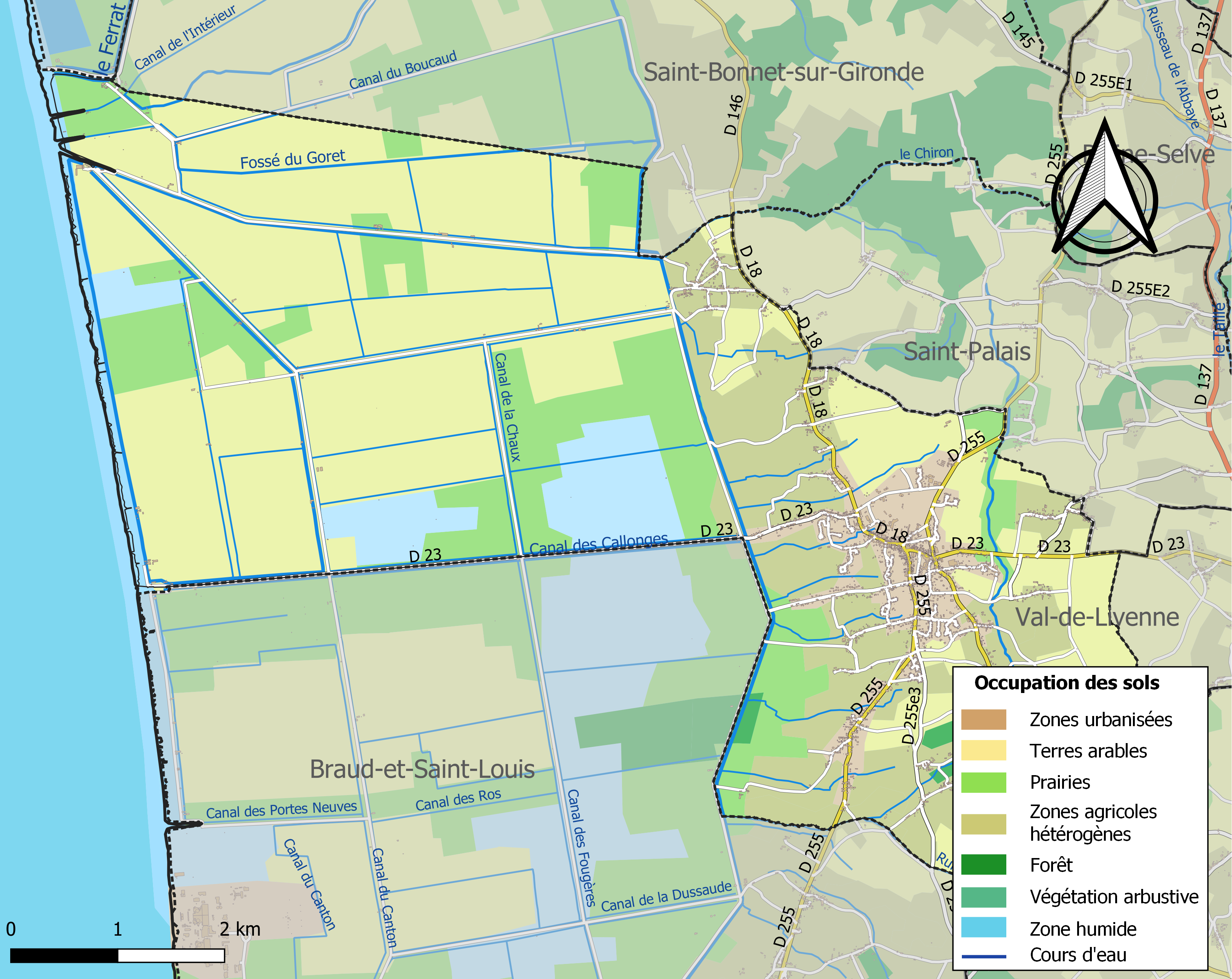
Carte des infrastructures et de l'occupation des sols de la commune en 2018 (CLC).

L'occupation des sols de la commune, telle qu'elle ressort de la base de données européenne d’occupation biophysique des sols Corine Land Cover (CLC), est marquée par l'importance des territoires agricoles (64,6 % en 2018), en diminution par rapport à 1990 (67,5 %). La répartition détaillée en 2018 est la suivante : 
terres arables (29,5 %), eaux maritimes (23,8 %), zones agricoles hétérogènes (13,9 %), prairies (12,3 %), cultures permanentes (8,8 %), zones urbanisées (4,2 %), zones humides intérieures (4,2 %), zones humides côtières (2,5 %), forêts (0,8 %). L'évolution de l’occupation des sols de la commune et de ses infrastructures peut être observée sur les différentes représentations cartographiques du territoire : la carte de Cassini (XVIIIe siècle), la carte d'état-major (1820-1866) et les cartes ou photos aériennes de l'IGN pour la période actuelle (1950 à aujourd'hui).

### Risques majeurs
Le territoire de la commune de Saint-Ciers-sur-Gironde est vulnérable à différents aléas naturels : météorologiques (tempête, orage, neige, grand froid, canicule ou sécheresse), inondations, mouvements de terrains et séisme (sismicité faible). Il est également exposé à un risque technologique, le risque nucléaire. Un site publié par le BRGM permet d'évaluer simplement et rapidement les risques d'un bien localisé soit par son adresse soit par le numéro de sa parcelle.

#### Risques naturels
Certaines parties du territoire communal sont susceptibles d’être affectées par le risque d’inondation par débordement de cours d'eau, notamment le Ferrat, la Ceinture et . La commune a été reconnue en état de catastrophe naturelle au titre des dommages causés par les inondations et coulées de boue survenues en 1982, 1988, 1992, 1999, 2009 et 2010,.
Les mouvements de terrains susceptibles de se produire sur la commune sont des tassements différentiels.

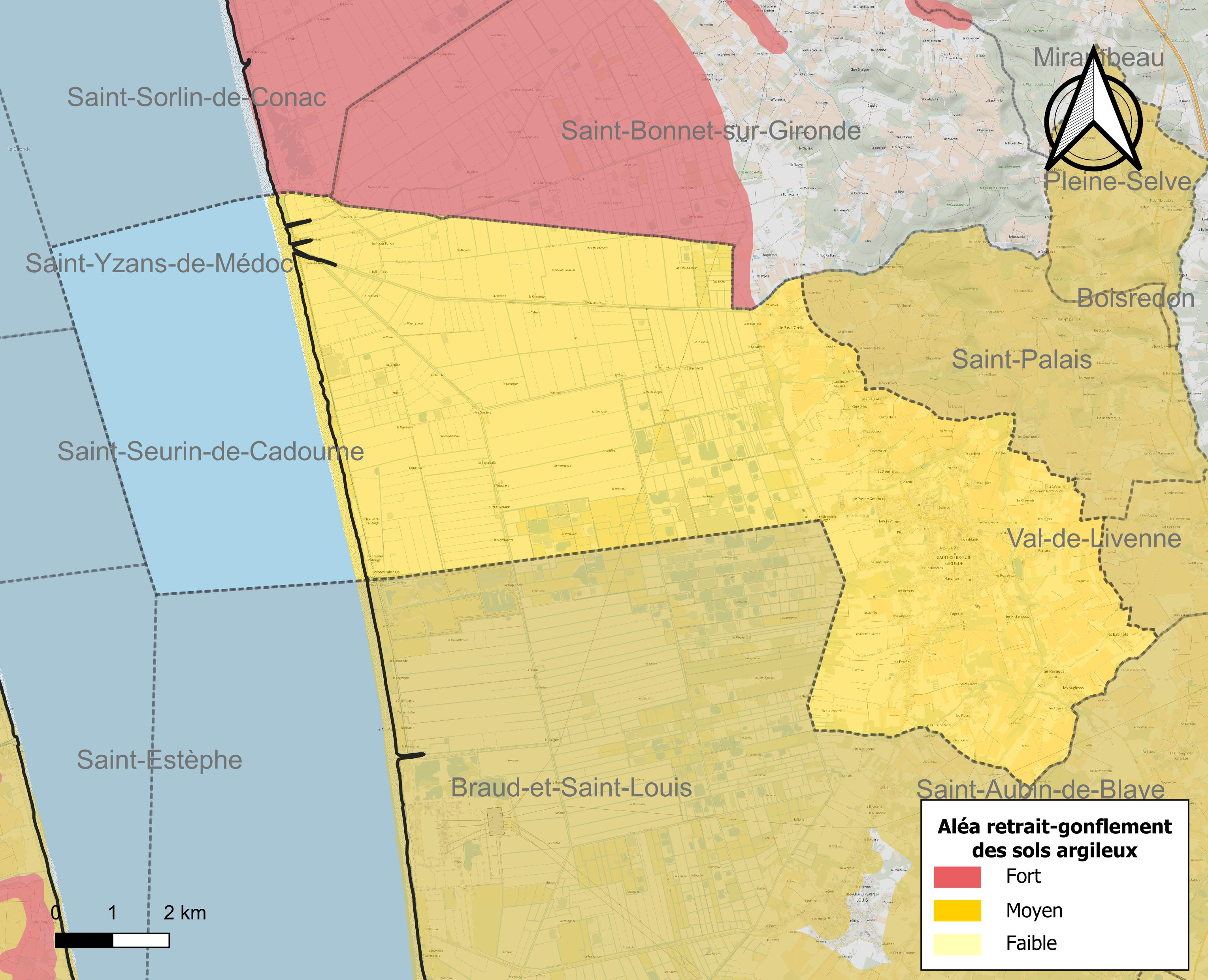
Carte des zones d'aléa retrait-gonflement des sols argileux de Saint-Ciers-sur-Gironde.

Le retrait-gonflement des sols argileux est susceptible d'engendrer des dommages importants aux bâtiments en cas d’alternance de périodes de sécheresse et de pluie. 76,1 % de la superficie communale est en aléa moyen ou fort (67,4 % au niveau départemental et 48,5 % au niveau national). Sur les 1 569 bâtiments dénombrés sur la commune en 2019, 1 569 sont en aléa moyen ou fort, soit 100 %, à comparer aux 84 % au niveau départemental et 54 % au niveau national. Une cartographie de l'exposition du territoire national au retrait gonflement des sols argileux est disponible sur le site du BRGM,.
Concernant les mouvements de terrains, la commune a été reconnue en état de catastrophe naturelle au titre des dommages causés par la sécheresse en 1989, 1995, 2003, 2005, 2009 et 2011 et par des mouvements de terrain en 1999.

#### Risques technologiques
La commune étant située totalement dans le périmètre du plan particulier d'intervention (PPI) de 20 km autour de la centrale nucléaire du Blayais, elle est exposée au risque nucléaire. En cas d'accident nucléaire, une alerte est donnée par différents médias (sirène, sms, radio, véhicules). Dès l'alerte, les personnes habitant dans le périmètre de 2 km se mettent à l'abri. Les personnes habitant dans le périmètre de 20 km peuvent être amenées, sur ordre du préfet, à évacuer et ingérer des comprimés d’iode stable,,.

## Héraldique
|  | Les armes de Saint-Ciers-sur-Gironde se blasonnent ainsi : «D'azur au chevron d'or haussé en pointe, accompagné de trois coquilles d'argent. ». |

## Histoire
Avant de s'appeler Saint-Ciers-sur-Gironde, cette commune s'appelait Saint-Ciers-la-Lande (Saint-Ciers-la-Forêt). Elle a changé de nom le 3 novembre 1902.

## Politique et administration

### Administration municipale
De 1789 à 1799, en vertu de la loi du 14 décembre 1789, les agents municipaux (maires) sont élus au suffrage direct pour 2 ans et rééligibles, par les citoyens actifs de la commune âgés d'au moins 25 ans, contribuables payant une contribution au moins égale à trois journées de travail dans la commune. Sont éligibles ceux qui paient un impôt équivalent au moins à dix journées de travail.

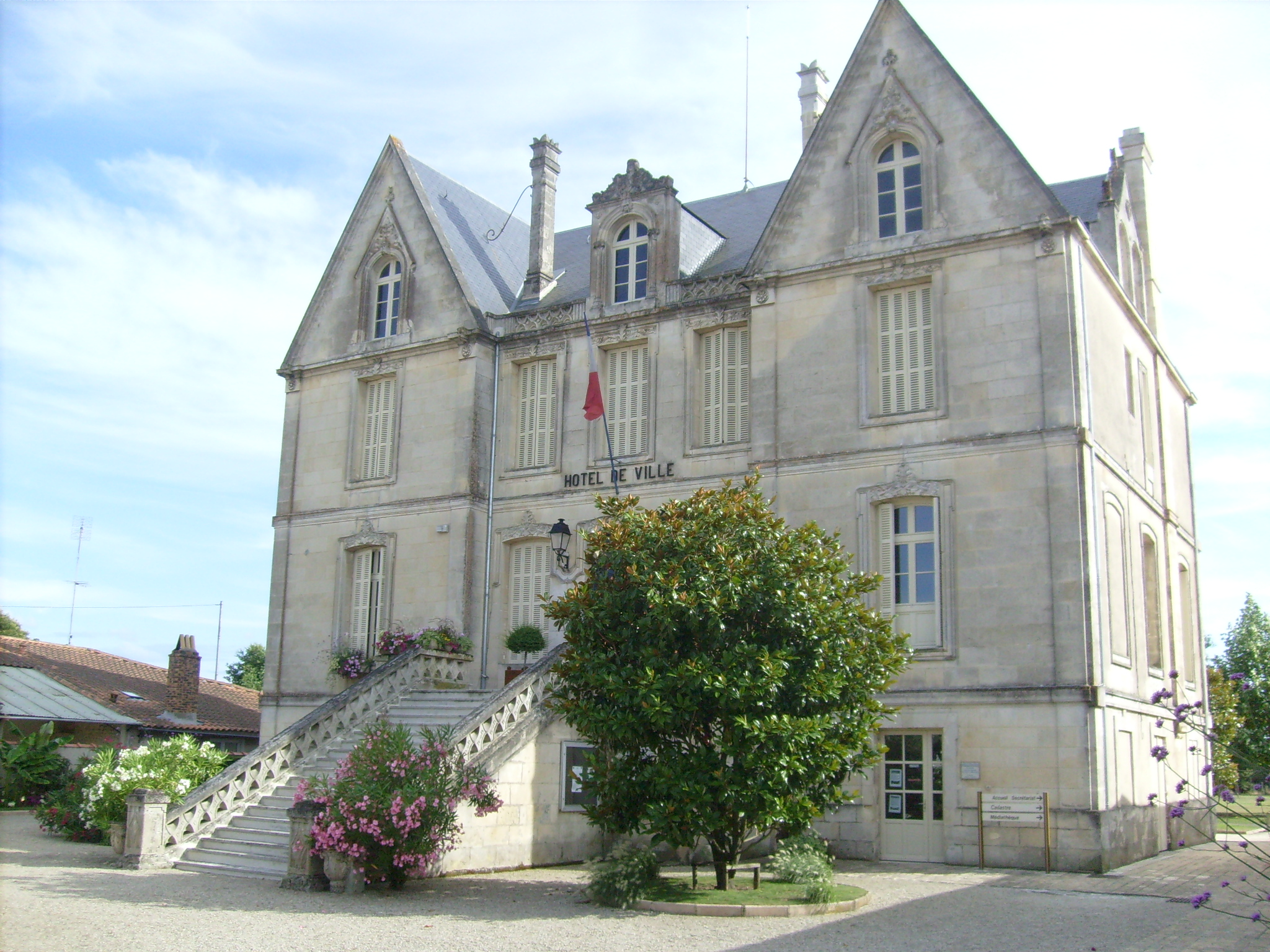
L'hôtel de ville de Saint-Ciers, construit en 1862 sur les plans de l'architecte Manizan

De 1799 à 1848, La constitution du 22 frimaire an VIII (13 décembre 1799) revient sur l’élection du maire, les maires sont nommés par le préfet pour les communes de moins de 5 000 habitants. La Restauration instaure la nomination des maires et des conseillers municipaux. Après les lois organiques 1831, les maires sont nommés (par le roi pour les communes de plus de 3 000 habitants, par le préfet pour les plus petites), mais les conseillers municipaux sont élus au suffrage censitaire pour six ans.
Du 3 juillet 1848 à 1851, les maires sont élus par le conseil municipal pour les communes de moins de 6 000 habitants.
De 1851 à 1871, les maires sont nommés par le préfet, pour les communes de moins de 3 000 habitants et pour cinq ans à partir de 1855. Après 1871, les maires sont de nouveau élus, sauf dans les chefs-lieux (de départements, d'arrondissements ou de cantons).
Ce n'est que le 28 mars 1882, qu'une loi sur l’organisation municipale (encore en vigueur) est votée, et qui régit le principe de l'élection du maire et des adjoints par le conseil municipal, quelle que soit l'importance de la commune (sauf pour Paris). La loi du 5 avril 1884 fixe le mandat à quatre ans, durée portée le 10 avril 1929 à six ans.
La commune ayant moins de 3 500 habitants l'élection des conseillers municipaux est au scrutin majoritaire plurinominal à deux tours, avec panachage :
- au premier tour, des candidats sont élus s'ils ont obtenu la majorité absolue et le vote d'au moins le quart des électeurs inscrits[28] ;
- au second tour, la majorité relative suffit. Les listes ne sont pas obligatoires. Les suffrages sont comptabilisés individuellement, et le panachage est autorisé.

De par sa taille, la commune dispose d'un conseil municipal de 23 membres (article L2121-2 du Code général des collectivités territoriales).

### Fiscalité
| Taxe                                                | Part communale | Part intercommunale | Part départementale | Part régionale |
| --------------------------------------------------- | -------------- | ------------------- | ------------------- | -------------- |
| Taxe d'habitation (TH)                              | 9,46 %         | 0,00 %              | 7,03 %              | 0,00 %         |
| Taxe foncière sur les propriétés bâties (TFPB)      | 21,40 %        | 0,00 %              | 9,00 %              | 3,17 %         |
| Taxe foncière sur les propriétés non bâties (TFPNB) | 68,03 %        | 0,00 %              | 18,17 %             | 9,31 %         |
| Taxe professionnelle (TP)                           | 9,90 %         | 0,00 %              | 9,87 %              | 3,54 %         |

La part régionale de la taxe d'habitation n'est pas applicable.
La taxe professionnelle est remplacée en 2010 par la cotisation foncière des entreprises (CFE) portant sur la valeur locative des biens immobiliers et par la contribution sur la valeur ajoutée des entreprises (CVAE) (les deux formant la contribution économique territoriale (CET) qui est un impôt local instauré par la loi de finances pour 2010).

## Démographie
L'évolution du nombre d'habitants est connue à travers les recensements de la population effectués dans la commune depuis 1793. Pour les communes de moins de 10 000 habitants, une enquête de recensement portant sur toute la population est réalisée tous les cinq ans, les populations de référence des années intermédiaires étant quant à elles estimées par interpolation ou extrapolation. Pour la commune, le premier recensement exhaustif entrant dans le cadre du nouveau dispositif a été réalisé en 2007.

En 2022, la commune comptait 3 128 habitants, en évolution de +3,4 % par rapport à 2016 (Gironde : +6,91 %, France hors Mayotte : +2,11 %).
| 1793  | 1800  | 1806  | 1821  | 1831  | 1836  | 1841  | 1846  | 1851  |
| ----- | ----- | ----- | ----- | ----- | ----- | ----- | ----- | ----- |
| 2 180 | 2 400 | 2 167 | 2 460 | 2 707 | 2 603 | 2 825 | 2 939 | 2 840 |

| 1856  | 1861  | 1866  | 1872  | 1876  | 1881  | 1886  | 1891  | 1896  |
| ----- | ----- | ----- | ----- | ----- | ----- | ----- | ----- | ----- |
| 2 885 | 2 889 | 2 880 | 2 804 | 2 889 | 2 853 | 2 926 | 2 840 | 2 700 |

| 1901  | 1906  | 1911  | 1921  | 1926  | 1931  | 1936  | 1946  | 1954  |
| ----- | ----- | ----- | ----- | ----- | ----- | ----- | ----- | ----- |
| 2 724 | 2 910 | 2 894 | 2 556 | 2 542 | 2 564 | 2 410 | 2 413 | 2 463 |

| 1962  | 1968  | 1975  | 1982  | 1990  | 1999  | 2006  | 2007  | 2012  |
| ----- | ----- | ----- | ----- | ----- | ----- | ----- | ----- | ----- |
| 2 322 | 2 156 | 2 011 | 2 917 | 2 906 | 3 095 | 3 091 | 3 097 | 3 059 |

| 2017  | 2022  | - | - | - | - | - | - | - |
| ----- | ----- | - | - | - | - | - | - | - |
| 3 012 | 3 128 | - | - | - | - | - | - | - |

Saint-Ciers-sur-Gironde est au 2919e rang des villes les plus peuplées de France.

## Culture locale et patrimoine

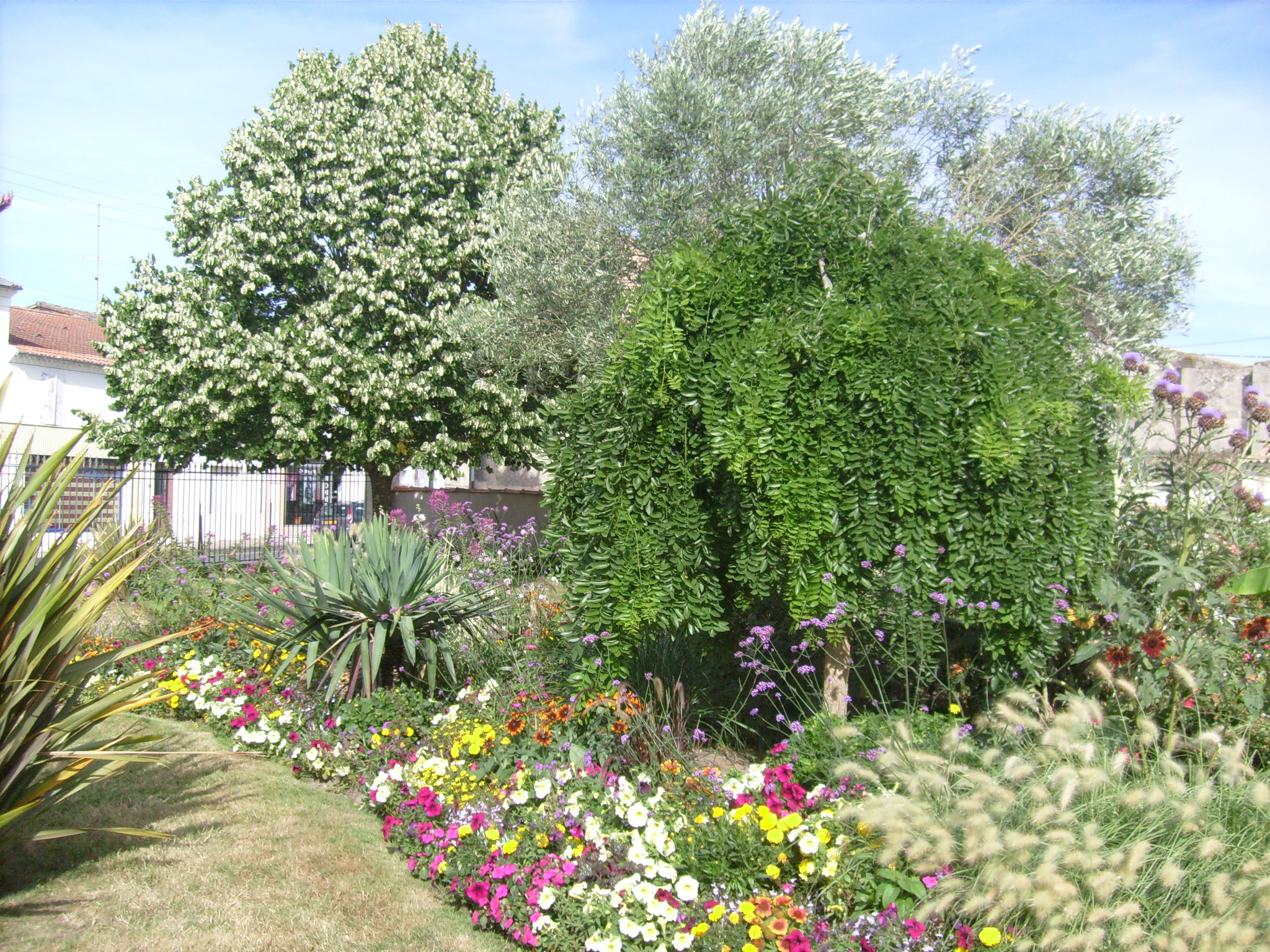
Les jardins de l'hôtel de ville
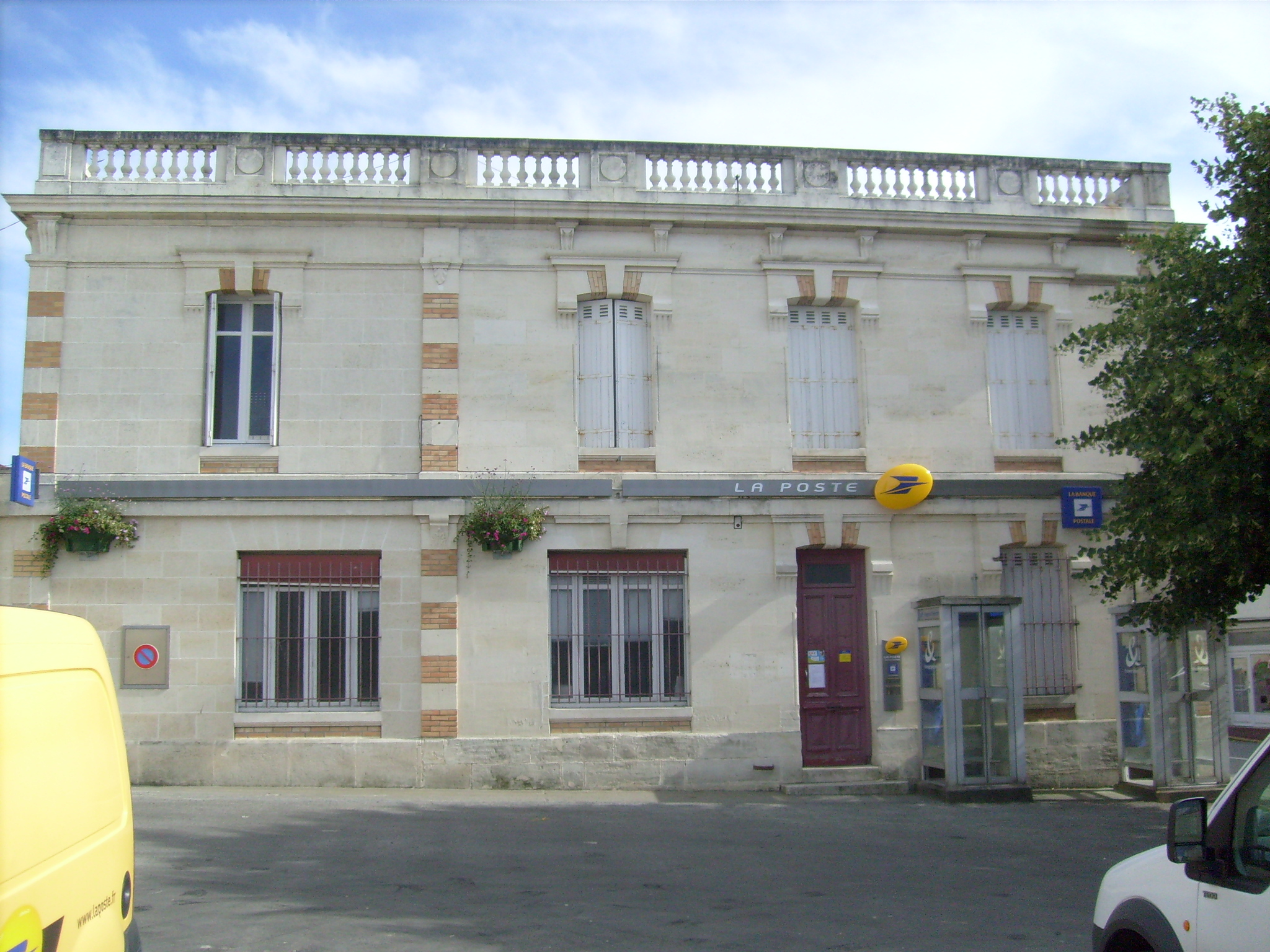
La poste

### Lieux et monuments

#### Église Saint-Paulin-et-Saint-Cyr
L'église Saint-Paulin-et-Saint-Cyr est située en centre-ville. Construite au XIXe siècle, elle remplace une église romane jugée trop vétuste pour répondre correctement aux besoins du culte, et finalement détruite au début des années 1850.

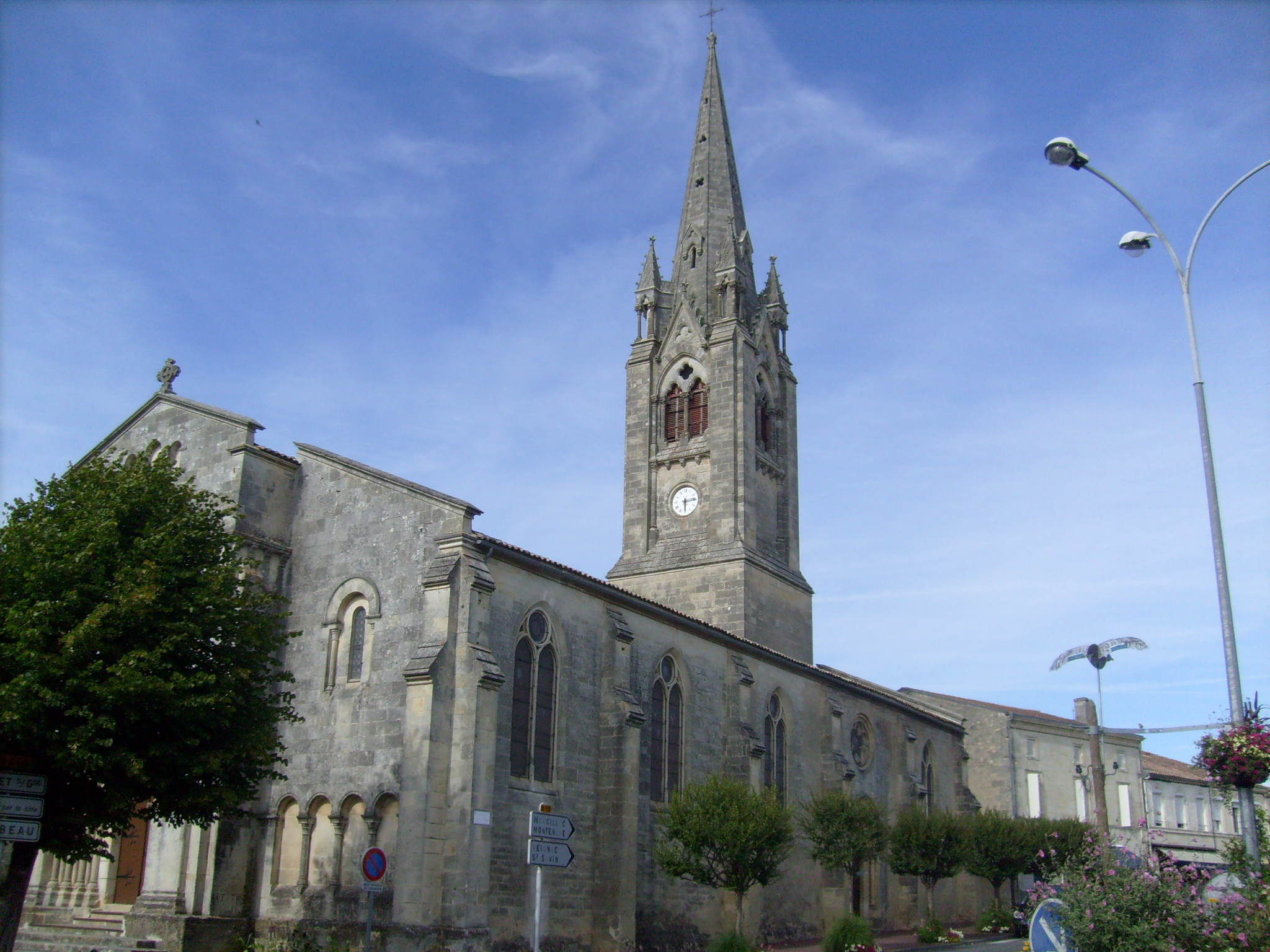
L'église Saint-Paulin-et-Saint-Cyr est caractéristique du style néo-gothique.

Seul témoignage de l'ancienne église, la façade, de style roman saintongeais, est du XIIe siècle (quelques modifications y ont été apportées au XIVe siècle). Divisée en trois registres horizontaux, elle se compose d'un unique portail à cinq voussures, surmonté d'une arcature et d'un fronton. Un plan de la ville dans sa configuration d'avant 1850, conservé au musée des vieux métiers et d'histoire, montre que l'ancienne église était un édifice à trois vaisseaux, et était à l'origine entourée par le cimetière paroissial.
L'église actuelle est de style néo-gothique, un parti couramment utilisé en Gironde à cette époque, pendant laquelle de nombreux édifices sont « modernisés » sous l'impulsion du cardinal Donnet — ce qui, en pratique, s'apparentait souvent à une reconstruction presque totale. Œuvre de l'architecte Gustave Allaux, sa première pierre est posée en 1854, et, deux ans plus tard, les travaux sont considérés comme achevés. Elle se compose d'une nef flanquée de deux bas-côtés, l'ensemble étant couvert de croisées d'ogives. Les murs gouttereaux, rythmés par des contreforts, sont percés de grandes baies ogivales ou d'oculi polylobés, qui assurent un bon éclairage du sanctuaire. Le clocher, très élancé, est couvert d'une flèche en pierre, cantonnée de quatre pinacles ajourés.
L'intérieur est couvert de fresques aux tons bleus et or. Celles de la chapelle de la Vierge ont été restaurées au début des années 2000 par les peintres Françoise Martin-Dareths et Benoît Lumeau d'Hauterives. Parmi les éléments de mobilier remarquables figurent une huile sur toile représentant le martyre de saint Cyr et une chaire en bois de chêne ouvragé, datant de 1903.

### Patrimoine environnemental

#### Terres d'oiseaux

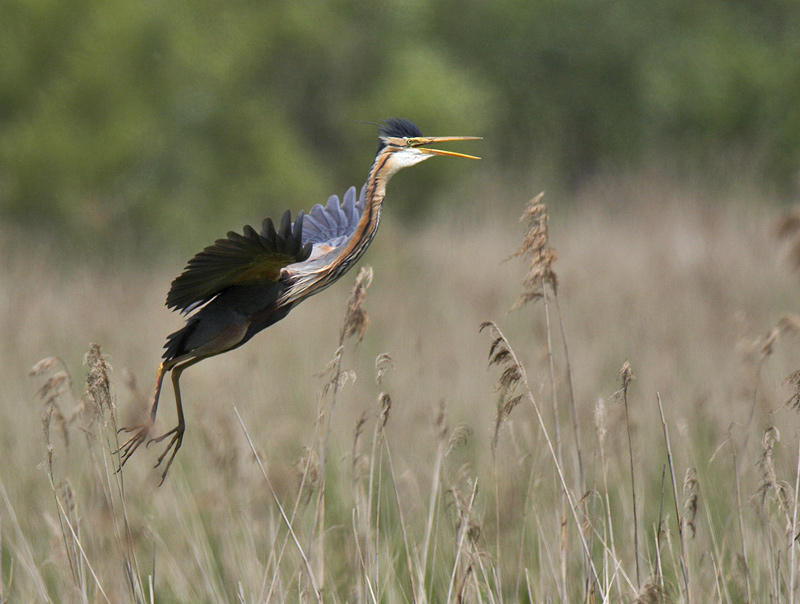
Le héron pourpré est une des nombreuses espèces fréquentant le site.

Terres d'oiseaux est un sanctuaire ornithologique de 120 hectares situé à proximité du port des Callonges, au sud de la commune (presque intégralement sur la commune de Braud-et-Saint-Louis). Établi au cœur des prairies humides qui bordent l'estuaire de la Gironde, sur une des plus importantes voies de migration de France, il est fréquenté par plusieurs centaines d'oiseaux : aigrettes garzette, hérons pourprés, milans noirs, martins-pêcheurs, tadornes de belon, busards des roseaux viennent y nicher, y hiverner ou s'y reproduire.
Plusieurs sentiers ont été aménagés à travers les marais, agrémentés de panneaux explicatifs, de plates-formes d'observation et de plusieurs abris mis en place de façon à pouvoir regarder les oiseaux en toute quiétude. Les visiteurs passent successivement d'un écosystème à un autre : prairies humides, lacs, roselières ou encore bords d'estuaire, chacun abritant des espèces d'oiseaux spécifiques. Si une tour d'observation de dix mètres de haut est en accès libre, à proximité du parking, l'accès au reste du site est payant. La maison de « La Métairie » est la « porte d'entrée » du parc : on y trouve la billetterie, mais aussi un salon de thé et une boutique de souvenirs. Le site compte également un restaurant gastronomique, « Le Marainaud ».

## Vie locale
Le mur du cimetière a été rénové pendant l'été 2003 par des jeunes volontaires internationaux de l'association Concordia.

## Personnalités liées à la commune
- Daniel Picotin, homme politique français, ancien Député-Maire de la commune, avocat spécialisée sur les dérives sectaires.
- Éric Nowak, écrivain d'expression poitevine-saintongeaise né en 1964.

## Jumelages
- Orio (Espagne) depuis 1994
- Ivăneţu (Roumanie) depuis 1993[38]

## Culture

### Langue saintongeaise

Aire linguistique du Saintongeais

La commune est située en pays Gabay, dans l'aire linguistique du saintongeais, dialecte associé au poitevin au sein du poitevin-saintongeais faisant partie de la famille des langues d’oïl, qui comprend également le français, l’angevin le picard.
Le saintongeais (saintonjhais) est la langue vernaculaire parlée dans les anciennes provinces d'Aunis, Saintonge et Angoumois, mais aussi dans le nord-est de la Guyenne. On l’appelle localement le gabay. Les locuteurs sont dits patoisants.
Le saintongeais a fortement influencé l’acadien et en conséquence, par ricochet, le cadien ; quant au québécois, il a été influencé par les parlers tels que le normand, le francien et le saintongeais.
La langue saintongeaise présente de nombreux traits communs avec des langues telles que le cadien ou l'acadien, ce qui s'explique par les origines saintongeaises d'une partie des émigrants vers la Nouvelle-France au XVIIe siècle.